# Martín Dall'Orso
César Martín Dall'Orso Patri (Ventanilla, Callao, 1 de septiembre de 1966) es un exfutbolista, entrenador y director deportivo peruano. Jugaba como enganche y durante tres meses del 2022 trabajó en Deportivo Llacuabamba.
Es considerado un ídolo tanto en el Deportivo Sipesa como en el Tecos UAG, donde ambos clubes pasó los mejores momentos de su carrera.

## Trayectoria

### Como jugador
Se inició en la Copa Perú en 1985 y llegó Sporting Cristal en 1987 recomendado por el DT. Miguel Company, debutó como profesional en UTC de Cajamarca en 1988 en calidad de cedido. 
Tan buenas fueron sus actuaciones en el conjunto celeste por el torneo local 1989 que José Macía 'Pepe' lo consideró para la selección de fútbol de Perú ese mismo año, debutando ante Brasil en 1989.
Totalizó 9 partidos internacionales entre 1989 y 1993 y en Sporting Cristal 36 partidos y 7 goles, 1 de ellos por Copa Libertadores ante la u. 
Luego de un paso corto por León de Huánuco fichó por el Deportivo Sipesa de Chimbote, ahí se convirtió en ídolo defendiendo la camiseta entre 1992 (donde accedió a la Copa Conmebol 1993) y 1993 llegando a ser el máximo anotador del equipo y entre los primeros del Campeonato Descentralizado 1993 con 17 goles.
Tras su primer periodo en el futbol peruano  emigró al Querétaro FC de México, donde militó en la temporada 1993-1994. La siguiente campaña la cumplió en Tecos UAG, terminaría su paso por San Luis FC en 1998 totalizando 19 goles en toda su estadía en el fútbol azteca (tuvo un pequeño regreso al Perú en calidad de cedido al Sport Boys en 1995, pero solo duró una campaña antes de retornar a Tecos UAG ya que no cumplió las expectativas para realizar una compra).
Llegó a CS Cartaginés en 1999 por una suma cercana al millón de dólares, una transacción de lujo que lamentablemente no llegó a responder con goles, la estadía en el equipo costarricense estuvo interrumpida con su partida al New Jersey Stallions.
Durante 1999-2001 en Estados Unidos jugó 55 partidos y marcó 14 goles. En febrero de 2002 fue traspasado al Xejalú MC de Guatemala donde cumplió plenamente su primer semestre. 
Su última temporada como futbolista fue la 2002-2003 en las filas del CD Águila de El Salvador.

### Como entrenador
Debutó con Universidad César Vallejo, club que lo contrató para la temporada 2006. Con el equipo poeta no obtuvo los resultados esperados, y es destituido de su cargo a mitad de temporada. Luego de estudiar en diversos países en el curso de dirección técnica, para el año 2018 es contratado por el Santos FC, equipo con el que sostiene una campaña irregular en Segunda División. A mediados del 2019 es contratado por el Verdes FC de la Primera División de Belice, cumpliendo así con su primera experiencia dirigiendo en el extranjero, pero aun así es distituido para la temporada 2020. En el Torneo de Segunda División 2022 logró estar puntero con el Deportivo Llacuabamba las primeras fechas, pero después volvieron los malos resultados, siendo despedido.

## Clubes

### Como futbolista
| Club                  | País           | Año       |
| --------------------- | -------------- | --------- |
| Sporting Cristal      | Perú           | 1987-1991 |
| → UTC (cedido)        | Perú           | 1988      |
| León de Huánuco       | Perú           | 1992      |
| Deportivo Sipesa      | Perú           | 1993      |
| Querétaro FC          | México         | 1993-1994 |
| Tecos UAG             | México         | 1994-1995 |
| → Sport Boys (cedido) | Perú           | 1995      |
| Tecos UAG             | México         | 1995-1998 |
| San Luis FC           | México         | 1998      |
| CS Cartaginés         | Costa Rica     | 1999      |
| New Jersey Stallions  | Estados Unidos | 1999-2001 |
| Xelajú MC             | Guatemala      | 2002      |
| CD Águila             | El Salvador    | 2002-2003 |

### Como entrenador
| Club                  | País   | Año       |
| --------------------- | ------ | --------- |
| UCV                   | Perú   | 2006      |
| Unión Comercio        | Perú   | 2010-2011 |
| Santos FC             | Perú   | 2018      |
| Verdes FC             | Belice | 2019      |
| Deportivo Llacuabamba | Perú   | 2022      |

## Palmarés

### Como jugador

#### Campeonatos nacionales
| Título                     | Equipo           | País | Año  |
| -------------------------- | ---------------- | ---- | ---- |
| Campeonato Descentralizado | Sporting Cristal | Perú | 1991 |